# 신과 나: 100일간의 거래
《신과 나: 100일간의 거래》(태국어: โฮมสเตย์)는 2018년 공개된 태국의 영화이다. 모리 에토의 소설 《컬러풀》을 원작으로 한다.

## 배역
- 티라돈 수파펀핀요 - 민 역
- 츠쁘랑 아리꾼 - 파이 역
- 수콴 불라쿨 - 어머니 역
- 로즈 콴탐 - 아버지 역
- 눗타싯 꼬띠마누스와닛 - 멘 역
- 사루다 키엣와라웃 - 리 역
- 자야나마 노파차이 - 수호자 (창문닦이) 역
- 라일라 분야삭 - 수호자 (간호사) 역
- 타네 와라카누크로 - 수호자 (상담사) 역
- 수다 추엔반 - 수호자 (벤치의 여자 노인) 역
- 누트하야 옹스리타쿨 - 수호자 (우산 쓴 소녀) 역

## 기타
- 수입사 :  (유)조이앤시네마
- 배급사 :  (주)제이앤씨미디어그룹, 와이드 릴리즈(주)

## 수상 목록
- 2019년 제16회 바르셀로나 빅 아시안 섬머 필름 페스티벌 후보 공식경쟁부문
- 2019년 제14회 오사카 아시안 필름 페스티벌 초청 특별기획